# Утверский маяк
Утверский маяк или маяк Утвер-фюр (норв. Utvær fyr) — действующий маяк на скалистом островке, входящем в группу шхер Утвер (норв. Utvær), расположенных приблизительно в 7 км к западу от острова Итре Сула (норв. Ytre Sula), на границе Норвежского и Северного морей близ юго-западного побережья Норвегии.

## Расположение
Расположен приблизительно в 100 метрах от рыбацкой деревушки Утвер (норв. fiskeværet Utvær) на скалистом островке в шхерах Утвер у входа во фьорд Согне-фьорд. Считается самым западным сооружением Скандинавии (в узком смысле, без учета Исландии, острова Ян Майен и Фарерских островов), находящимся на суше. Административно относится к коммуне Сулунн (фюльке Вестланн). Шхеры Утвер имеют статус природного заповедника.

## Описание
Маяк построен в 1900 году. Серьезно пострадал во время авианалета в 1945 году во время Второй мировой войны. В 1948 году на маяке установлен новый источник света. В последний раз реконструировался в 1952 году. В 1954 году установлен радиомаяк.
Конструкция маяка представляет собой железную башню высотой 31 м. Верхняя часть маяка находится на высоте около 45 метров над уровнем моря. Маяк мигает белым светом и виден на расстоянии до 19 морских миль.
Является собственностью Норвежской береговой администрации (норв. Staten ved Kystverket). В 2004 году был официально выведен из эксплуатации, но арендуется коммуной Сулунн. В комплекс маяка входят машинное отделение, жилые и хозяйственные постройки, а также шлюпочные сараи.